# Himesh Patel
Pour les articles homonymes, voir Patel.
Himesh Patel, né le 13 octobre 1990 à Huntingdon dans le Cambridgeshire en Angleterre, est un acteur britannique d'origine indienne. Il est surtout connu pour son rôle de Jack Malik dans le film Yesterday de Danny Boyle.

## Biographie
Himesh Patel est né le 13 octobre 1990 à Huntingdon, Angleterre. Ses parents sont originaires du Gujarat, Inde, mais ils sont nés en Afrique. Sa mère est née en Zambie et son père au Kenya. Il a grandi en parlant Gujarati.
Il a étudié à la Prince William School à Oundle, Northamptonshire.

## Carrière
Il débute en 2007 dans la série EastEnders, où il reste jusqu'en 2016. À la suite de ça, il tourne dans les séries Damned, Climaxed et Motherland.
Il se fait connaître du grand public en 2019 avec le film Yesterday de Danny Boyle. La même année, il joue aux côtés de Felicity Jones et Eddie Redmayne  dans Les aéronautes.
En 2020, il est présent dans Tenet de Christopher Nolan avec John David Washington, Robert Pattinson, Elizabeth Debicki, Michael Caine, Kenneth Branagh, Clémence Poésy et Aaron Taylor-Johnson. Ainsi qu'aux côtés d'Eve Hewson et Eva Green dans la série The Luminaries et Hugh Laurie dans Avenue 5.

## Filmographie

### Cinéma

#### Longs métrages
- 2019 : Yesterday de Danny Boyle : Jack Malick
- 2019 : The Aeronauts (The Aeronauts) de Tom Harper : John Trew
- 2020 : Tenet de Christopher Nolan : Ahmad
- 2021 : Don't Look Up : Déni cosmique (Don't Look Up) d'Adam McKay : Phillip
- 2022 : Enola Holmes 2 de Harry Bradbeer : Dr Watson
- 2023 : L'effet Veuf de Dan Levy : Thomas
- 2024 : Greedy People de Potsy Ponciroli : Will Shelley
- 2024 : L'Évaluation (The Assessment) de Fleur Fortuné : Aaryan
- 2025 : Bubble and Squeak d'Evan Twohy : Declan
- 2027 : High in the Clouds : Wirral (voix)

#### Courts métrages
- 2014 : Two Dosas de Sarmad Masud : Pavan
- 2016 : Rapscallions d'Henry Scriven
- 2017 : The Fox d'Henry Scriven : Un homme
- 2019 : Is This Life ? de Vittorio Guidotti : Hapinder

### Télévision

#### Séries télévisées
- 2007 - 2016 : EastEnders : Tamwar Masood
- 2013 : Children in Need : Un danseur de jazz
- 2016 - 2018 : Damned : Nitin
- 2017 : Climaxed : Amit
- 2017 : Motherland : Mr. Glencuddy
- 2020 : Avenue 5 : Jordan Hatwal
- 2020 : The Luminaries : Emery Staines
- 2021 : Station Eleven : Jeevan Chaudhary
- 2024 : The Franchise : Daniel